# Němčice nad Hanou
Pour les articles homonymes, voir Němčice.
Němčice nad Hanou (en allemand : Niemtschitz an der Hanna) est une ville du district de Prostějov, dans la région d'Olomouc, en Tchéquie. Sa population s'élevait à 1 918 habitants en 2025.

## Géographie
Němčice nad Hanou est arrosée par la rivière Haná, un affluent de la Morava, et se trouve à 17 km au sud-est de Prostějov, à 29 km au sud d'Olomouc, à 47 km au nord-est de Brno et à 216 km au sud-est de Prague.
La commune est limitée par Pivín au nord, par Hruška et Měrovice nad Hanou à l'est, par Vrchoslavice et Mořice au sud, et par Nezamyslice au sud-ouest, et par Víceměřice à l'ouest.

## Histoire
La première mention écrite de la localité remonte à 1141.

## Galerie

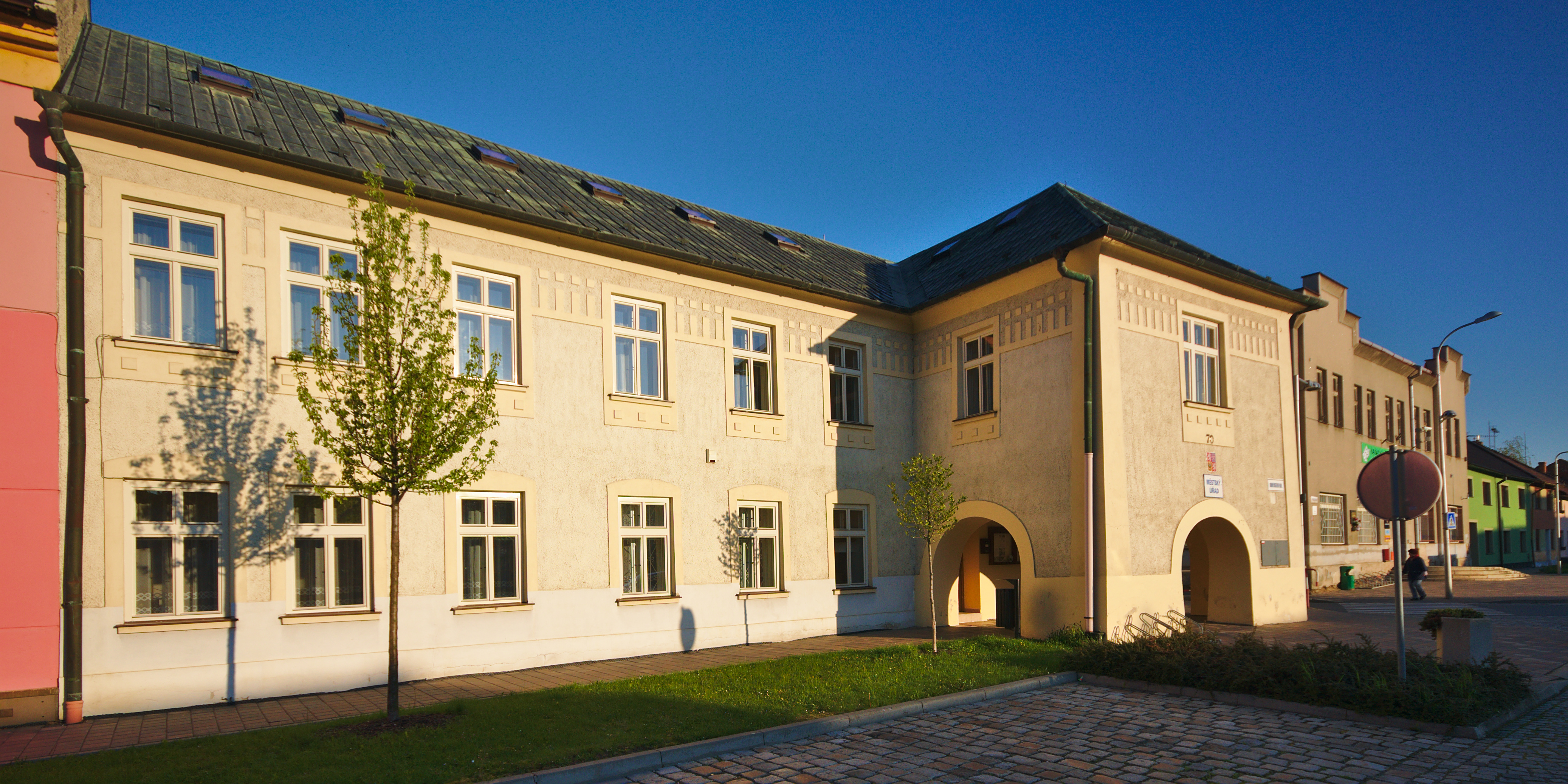
Němčice nad Hanou : hôtel de ville.
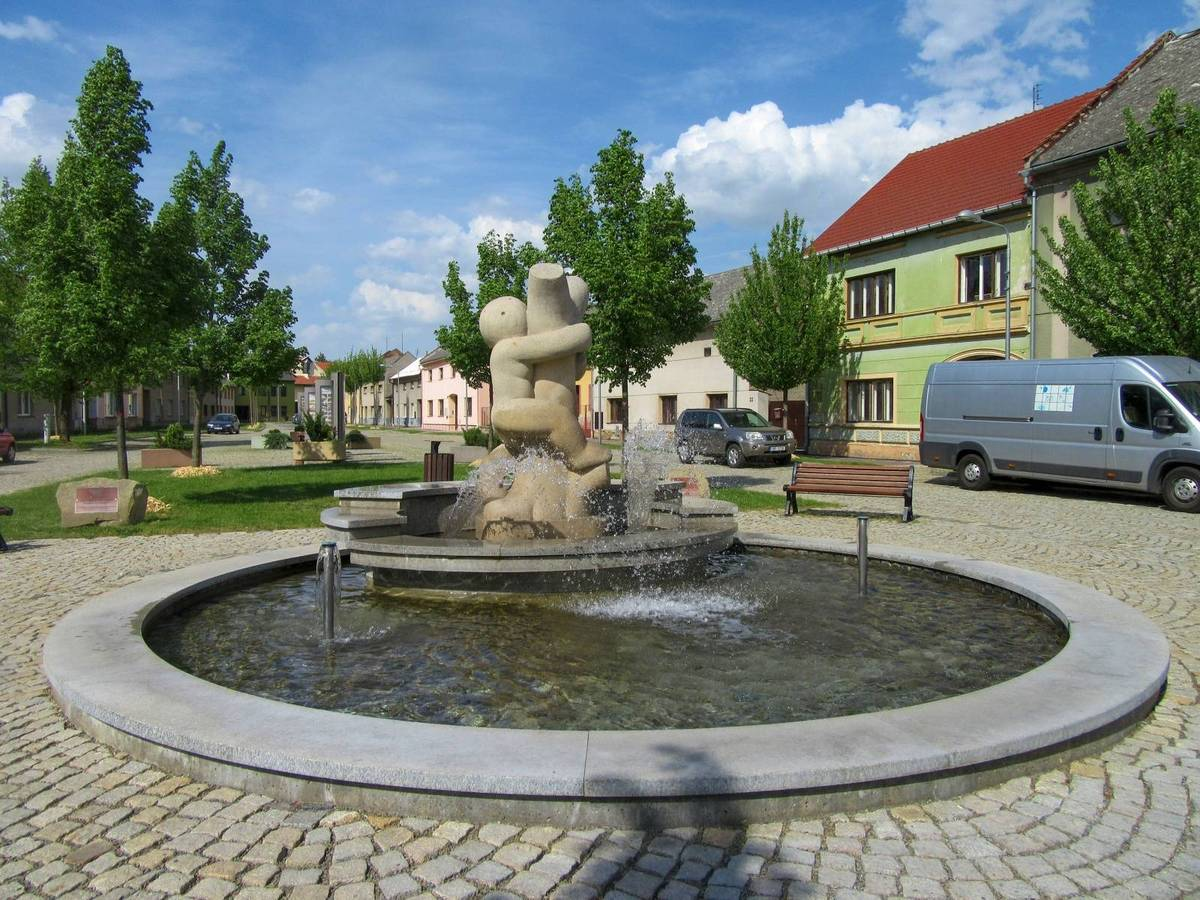
Fontaine sur la place Palacký.

## Transports
Par la route, Němčice nad Hanou se trouve à 17,5 km de Kroměříž, à 17,5 km de Prostějov, à 36 km d'Olomouc et à 259 km de Prague.
La commune est desservie par l'autoroute D1, dont la sortie no 244 se trouve sur le territoire de la commune voisine de Mořice.